# Сарпеков, Рамазан Кумарбекович
Рамазан Кумарбекович Сарпеков (каз. Рамазан Құмарбекұлы Сәрпеков; род. 11 декабря 1955, Панфилов, Талды-Курганская область, Казахская ССР, СССР) — казахстанский политический и общественный деятель, Заслуженный деятель Казахстана, кандидат юридических наук.

## Биография
Рамазан Кумарбекович Сарпеков Родился 11 декабря 1955 года в г. Панфилов Талды Курганской области. Происходит из рода суан.
В 1982 году окончил юридический факультет Казахского государственного университета им. С. М. Кирова, по специальности юрист.
Владеет казахским, русским и уйгурским языками.

## Трудовая деятельность
После окончания университета работал следователем прокуратуры Джангельдинского района Тургайской области.
С 1976 по 1981 годы — электрик Строительного управления «Электромонтаж».
С 1981 по 1982 годы — инспектор отдела кадров Ауэзовского ремонтно-строительного управления города Алма-Аты.
С 1982 по 1986 годы — следователь Прокуратуры Джангельдинского района Тургайской области.
С 1986 по 1988 годы — старший следователь по особо важным делам Прокуратуры Тургайской области.
С 1988 по 1989 годы — следователь Прокуратуры Амангельдинского района Кустанайской области.
С 1989 по 1994 годы — председатель народного суда Амангельдинского района Кустанайской области.
С 1994 по 1995 годы — заместитель Председателя Тургайского областного суда.
С 1995 по 1997 годы — председатель коллегии по уголовным делам Тургайского областного суда.
С 1997 по 1999 годы — председатель регионального судебного состава в городе Аркалыке, судья Костанайского областного суда.
С 2005 по 2006 годы — первый заместитель Комитета регистрационной службы Министерства юстиции Республики Казахстан.
С 2006 по 2007 годы — руководитель Аппарата и член коллегии Генеральной прокуратуры Республики Казахстан.

## Выборные должности, депутатство
С октябрь 1999 по ноябрь 2004 годы — депутат Мажилиса Парламента Республики Казахстан II созыва, Член комитета по законодательству и судебно-правовой реформе.
С 2007 по 2011 годы — депутат Мажилиса Парламента Республики Казахстан IV созыва по партийному списку Народно-Демократической партии «Нур Отан», член комитета по законодательству и судебно-правовой реформе.
С 2011 по 2016 годы — депутат Мажилиса Парламента Республики Казахстан V созыва по партийному списку Народно-Демократической партии «Нур Отан», Член комитета по законодательству и судебно-правовой реформе.

## Награды и звания
- Нагрудный знак «Почётный работник прокуратуры Республики Казахстан» (2002)
- Орден Курмет (2006)[2]
- Орден Парасат (2014)[3][4]
- Нагрудный знак «За вклад в развитие адвокатуры» (2014)[5]
- Орден «Содружество» (МПА СНГ)
- Почётная грамота Совета МПА СНГ (2010)[6]
- Награждён правительственными и юбилейными государственными медалями Республики Казахстан.
- 2016 — почётные звания «Почетный гражданин Костанайской области» за особый вклад в социально-культурное развитие области[7]
- Медаль «За укрепление парламентского сотрудничества» (28 ноября 2013 года, Межпарламентская ассамблея СНГ) — за особый вклад в развитие парламентаризма, укрепление демократии, обеспечение прав и свобод граждан в государствах — участниках Содружества Независимых Государств[8]
- Медаль «МПА СНГ. 25 лет» (27 марта 2017 года, Межпарламентская ассамблея СНГ) — за заслуги в деле развития и укрепления парламентаризма, за вклад в развитие и совершенствование правовых основ функционирования Содружества Независимых Государств, укрепление международных связей и межпарламентского сотрудничества[9]